# 11530 d'Indy
11530 d'Indy è un asteroide della fascia principale. Scoperto nel 1992, presenta un'orbita caratterizzata da un semiasse maggiore pari a 2,7867711 au e da un'eccentricità di 0,0105282, inclinata di 5,87218° rispetto all'eclittica.
L'asteroide è dedicato al compositore francese Vincent d'Indy.